# 65
65 је била проста година.

## Догађаји
- Завера сенатора који су хтели да замене Нерона Гајем Калурнијем Пизоном. Завера је разоткривена и угушена. Нерон је натерао Луција Анеја Сенеку, Атика Вестина и многе друге да изврше самоубиство.
- Нерон је прославио друге петогодишње игре наступом у позоришту за Римљане. Нерон је убио Попеју.
- Римски стоички филозоф Сенека, осумњичен за заверу против цара, извршио је самоубиство по Нероновом наређењу.